# Блајнд Ривер (Онтарио)
Блајнд Ривер (енгл. Blind River) је градић у Канади у покрајини Онтарио. Према резултатима пописа 2011. у граду је живело 3.549 становника.

## Становништво
Према резултатима пописа становништва из 2011. у граду је живело 3.549 становника, што је за 6,1% мање у односу на попис из 2006. када је регистровано 3.780 житеља.
| 2006. | 2011. |
| ----- | ----- |
| 3.780 | 3.549 |